# سويلم قناوي
سويلم قناوي (13 يناير 1914 وهران الجزائر - 5 نوفمبر 2008 وهران الجزائر) هو لاعب كرة قدم جزائري سابق كان يلعب كلاعب وسط.